# The Collection (Kenny G)
The Collection – pierwszy kompilacyjny album saksofonisty Kenny’ego G, wydany przez wytwórnię Arista Records w 1990 roku.

## Lista utworów
1. „Songbird”
2. „Trade Winds”
3. „Silhouette”
4. „Don’t Make Me Wait for Love”
5. „Midnight Motion”
6. „Against Doctor's Orders”
7. „Going Home”
8. „What Does It Take (To Win Your Love)”
9. „Pastel”
10. „Uncle Al”
11. „We've Saved the Best for Last”
12. „Last Night of the Year”
13. „You Make Me Believe”
14. „Let Go”